# Giuseppina Cecchetti
Giuseppina Cecchetti, née de Maria en 1857 et morte le 24 octobre 1927 à Milan, est une danseuse italienne qui a dansé avec les Ballets russes.

## Biographie
Elle étudie la danse avec G. Lepriego à Florence. Le 2 décembre 1878, elle épouse Enrico Cecchetti. Elle voyage avec lui et se produit dans diverses villes européennes.
En 1900, elle donne des leçons avec son mari à Saint-Petersbourg.
De 1902 à 1905, elle séjourne avec son mari à Varsovie, elle est professeure de danse à l'école de ballet de Varsovie.

## Création

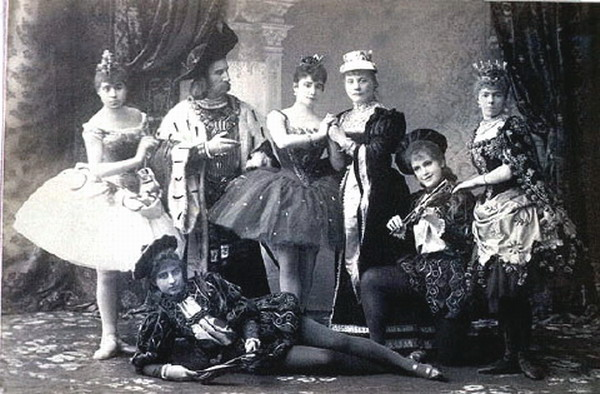
La Belle au bois dormant, 1890

- 1885 : Excelsior, chorégraphie de Luigi Manzotti, musique de Romualdo Marenco, 10 octobre au Her Majesty's Theatre, à Londres, Fanny[3].
- 1886 : Armor, chorégraphie de Luigi Manzotti, musique de Romualdo Marenco, création le 17 février à la Scala[4].
- 1890 : La Belle au bois dormant, chorégraphie de Marius Petipa, musique de Piotr Ilitch Tchaïkovski création le 15 janvier au Théâtre Mariinsky de Saint-Pétersbourg, La Reine.
- 1893 : Cendrillon, chorégraphie de Marius Petipa, musique de Boris Vietinghoff-Scheel, 17 décembre  (5 décembre du calendrier julien) au théâtre Mariinski.
- 1895 : Le Lac des cygnes, chorégraphie de Marius Petipa, musique de Tchaïkovski, 15 janvier, au théâtre Mariinski[5].
- 1900 : Les Épreuves de Damis ou les Ruses d'amour, chorégraphie de Marius Petipa, musique d'Alexander Galzunov, 17 janvier, théâtre de l'Ermitage, La duchesse Lucinda[6].
- 1917 : Le donne de buon umore, chorégraphie de Léonide Massine, musique de Scarlatti, crée à Rome, au Teatro Costanzi, le 12 avril 1917, La Marquise Silvestra[7],[8],[9].
- 1919 : La Boutique fantasque, chorégraphie de Léonide Massine, musique d'Ottorino Respighi, 5 juin Alhambra Theatre à Londres[10][9].